# Melissa Francis
Pour les articles homonymes, voir Francis.
Melissa Ann Francis, également connue sous le nom de Missy Francis à ses débuts, née le 12 décembre 1972 à Los Angeles, en Californie, est une journaliste et actrice américaine.

## Biographie
Elle débute comme actrice dans des téléfilms à l'âge de cinq ans et joue notamment le rôle de Cassandra Cooper Ingalls dans la série La Petite Maison dans la prairie.
Elle est diplômée de l'université Harvard, en économie.
Elle est devenue journaliste/présentatrice sur la chaine CNBC.
Elle est mariée et elle a deux fils et une fille.
Elle a publié un livre autobiographique, Diary of a Stage Mother's Daughter.

## Filmographie

### Cinéma
- 1979 : Scavenger Hunt de Michael Schultz : Jennifer Motley
- 1983 : Un homme, une femme, un enfant (Man, Woman and Child) : Paula Beckwith
- 1988 : Bad Dreams : Cynthia jeune

### Télévision
- 1978 : Le Fantôme du vol 401 (The Ghost of Flight 401) (Téléfilm) : Une enfant
- 1979 : Champions: A Love Story (Téléfilm) : Sally
- 1979 : Son-Rise: A Miracle of Love (Téléfilm) : Thea
- 1979-1980 : Joe's World (série télévisée) : Linda Wabash
- 1980 : Mork and Mindy (série télévisée) : Mindy petite
- 1980 : Galactica 1980 (série télévisée) : Une petite fille
- 1980 : When the Whistle Blows (série télévisée) : Deenie
- 1981 : Piège à minuit (Midnight Lace) (Téléfilm) : Cathy à 11 ans
- 1981 : L'éternel soupçon (A Gun in the House) (Téléfilm) : Diana Cates
- 1981-1982 : La Petite Maison dans la prairie (The Little House on the Prairie) (série télévisée) : Cassandra Cooper Ingalls
- 1984 : Amelia (Something About Amelia) (Téléfilm) : Beth Bennett
- 1985 : Hôtel (série télévisée) : Jodi Abbott
- 1985 : CBS Schoolbreak Special (série télévisée) : Tina
- 1986 : St. Elsewhere (série télévisée) : Cynthia
- 1986 : Morningstar/Eveningstar (série télévisée) : Sarah Bishop
- 1988 : A Year in the Life (série télévisée) : Eunice
- 1989 : Alf (série télévisée) : Miss Williams